# Cachoeira Futebol Clube
O Cachoeira Futebol Clube é um clube brasileiro de futebol, com sede no município de Cachoeira do Sul, no Estado do Rio Grande do Sul. Foi fundado em 24 de fevereiro de 1914 na residência do estudante Henrique Müller Barros, que mais tarde se tornaria médico no município.

## História
Por 11 vezes, sagrou-se campeão da zona centro do estado, em 1944, 1948, 1951, 1955, 1959, 1962, 1963, 1969, 1971, 1973 e 1975. Das 11 conquistas, sete foram longe do Estádio Joaquim Vidal. Sagrou-se duas vezes vice-campeão do interior e terceiro colocado no Campeonato Gaúcho, em 1944 e 1948. Sua maior conquista foi em 2001, ao sagrar-se campeão da Terceira Divisão do Campeonato Gaúcho.
Em 1965 o Cachoeira Futebol Clube desbancou o Grêmio, que era tricampeão gaúcho. Em 1972 o Inter, que era tricampeão gaúcho, acabou sendo surpreendido e perdeu por 1 a 0.

### Fênix
O Cachoeira encerrou as suas atividades em 1982, em Pelotas, perdendo por 4 a 2 para o Farroupilha. Em 1999, renasceu das cinzas e voltou ao profissionalismo. Em 2001 sagrou-se campeão da Terceira Divisão do Campeonato Gaúcho, disputou a Segunda Divisão do Campeonato Gaúcho de 2002 até 2008.
No ano seguinte ao fechamento, a sede social do Cachoeira foi leiloada por em torno de 230 mil reais em valores corrigidos, para pagamento de dívidas. Em 2014, o clube passou seu centenário sem comemorações, com dívidas de mais de 250 mil reais, incluindo o pagamento de taxas à FGF. Na cidade, considera-se difícil seu retorno algum dia ao futebol profissional.

## Títulos

### Estaduais
- Campeonato da Zona Centro do Estado: 1944, 1948, 1951, 1955, 1959, 1962, 1963, 1969, 1971, 1973 e 1975
- Campeonato Gaúcho - 2ª Divisão: 2001.

### Municipais
- Campeonato Citadino de Cachoeira do Sul: 1914, 1915, 1916, 1917, 1918, 1919, 1921, 1942, 1944, 1945, 1948, 1949, 1950, 1951, 1952, 1955 e 1957[1][2][3]

## Campanhas de Destaque
- Vice-Campeonato Gaúcho 2ª Divisão: 1978.

## Ídolos
- Italo Patta - jogador, técnico, dirigente e presidente do clube em décadas passadas.
- Evir Borba - Goleiro que jogou no Guarany F.C. e Grêmio. Foi tri campeão pelo Maringá.

## Rivalidade
O Cachoeira tem como seu principal rival atual o São José, clube da mesma cidade. O clássico é chamado de "Ca-Sé". Mas nas décadas passadas tinha o clássico com o Guarany, clássico este chamado de "Gua-Ca".